# Colebrook (ort i Australien)
Colebrook är en ort i Australien. Den ligger i kommunen Southern Midlands och delstaten Tasmanien, i den sydöstra delen av landet, omkring 39 kilometer norr om delstatshuvudstaden Hobart. Antalet invånare är 351.
Runt Colebrook är det mycket glesbefolkat, med 2 invånare per kvadratkilometer.. Närmaste större samhälle är Bagdad, omkring 16 kilometer sydväst om Colebrook. 
Trakten runt Colebrook består i huvudsak av gräsmarker. Genomsnittlig årsnederbörd är 697 millimeter. Den regnigaste månaden är juli, med i genomsnitt 78 mm nederbörd, och den torraste är februari, med 41 mm nederbörd.